# Vakinha
Vakinha é um site brasileiro destinado a financiamento coletivo de projetos através de doações de seus usuários online. Foi lançado em 2009 pelos empresários Luiz Felipe Gheller e Fabrício Milesi.
O nome vem da expressão idiomática vaquinha, que significa coletar dinheiro de várias pessoas para um objetivo.